# Hydromanicus dilatus
Hydromanicus dilatus is een schietmot uit de familie Hydropsychidae. De soort komt voor in het Oriëntaals gebied.